# 格雷頓斯普林斯 (密蘇里州)
格雷頓斯普林斯（英語：Grayton Springs）是位於美國密蘇里州波爾克縣的非建制地區。

## 歷史
格雷頓斯普林斯的郵局於1890年設立，其後於1940年停運。

## 地理
格雷頓斯普林斯所處的海拔為高於海平面305米（即1001英呎），而該地所採用的時區為UTC-6，即北美中部時區（CST）。同時該地設有夏令時間，為UTC-6調快一小時，即UTC-5（CDT）。